# Tim Lee Carter
Tim Lee Carter, född 2 september 1910 i Tompkinsville i Kentucky, död 27 mars 1987 i Glasgow i Kentucky, var en amerikansk politiker (republikan). Han var ledamot av USA:s representanthus 1965–1981.
Carter efterträdde 1965 Eugene Siler som kongressledamot och efterträddes 1981 av Hal Rogers.
Carter ligger begravd på Evans-Oak Hill Cemetery i Tompkinsville i Kentucky.